# Малая Вырва
Малая Вырва (укр. Мала Вирва) — река в Самборском районе Львовской области, Украина. Правый приток реки Вяр (бассейн Вислы).
Длина реки 10 км, площадь бассейна 42 км². Река равнинного типа, дно в основном илистое, берега местами заболочены, русло слабоизвилистое. После сильных дождей и во время интенсивной оттепели бывают паводки. В засушливое время практически пересыхает.
Берёт начало между сёлами Дешичи и Чижки. Течёт с юго-востока на северо-запад через сёла Дешичи, Миженец и Дроздовичи. Впадает в Вяр на северо-западной окраине села Дроздовичи.